# Bathybius

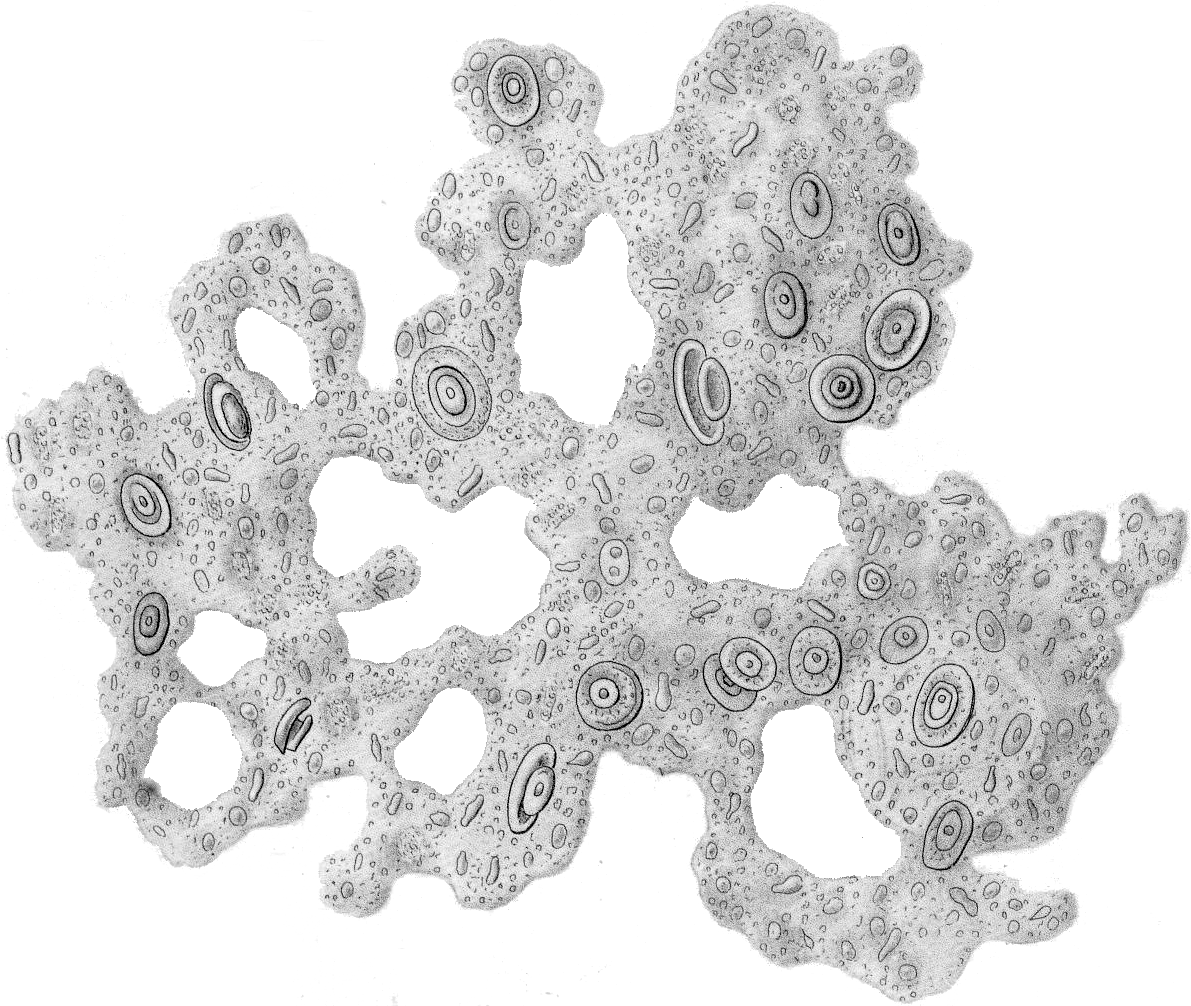
Bathybius haeckelii. Abbildung 1 auf Tafel 17 in Ernst Haeckels Artikel Beitrage zur Plastidentheorie von 1870.

Bathybius war eine im 19. Jahrhundert in Proben vom atlantischen Meeresboden entdeckte Substanz, die 1868 von Thomas Henry Huxley als urtümliches Lebewesen beschrieben wurde. Später stellte sich heraus, dass es sich bei dieser Beschreibung  um einen Irrtum gehandelt hatte. Da Bathybius jedoch von einigen Biologen eine besondere Rolle in der Entwicklungsgeschichte des Lebens zugeschrieben worden war, kam es zu heftigen Diskussionen, die wissenschaftsgeschichtlich bis heute von Interesse sind.
Ernst Haeckel hatte im Gefolge der Darwinschen Evolutionstheorie Lorenz Okens Theorie der Entstehung primitiver Lebensformen aus einer Art „Urschleim“ aufgegriffen. Er postulierte die Existenz von Lebewesen, die nur aus einer einzigen Substanz bestanden und somit die Basis des Lebens bildeten. Diese Lebewesen wurden Monera genannt. 1868 untersuchte der Biologe Thomas Henry Huxley Bodenproben aus dem Atlantik, die zehn Jahre zuvor beim Verlegen des ersten transatlantischen Kabels genommen worden und in Alkohol konserviert worden waren. Huxley fand in den Proben eine gelatinöse, homogene, diffuse Masse, in die Coccolithen eingebettet waren. Huxley identifizierte diese Masse als Gattung der Monera und benannte sie Haeckel zu Ehren Bathybius haeckelii. In der Folge wurden wiederholt Funde von Bathybius bekannt, darunter auch durch Charles Wyville Thomson. Haeckel stellte sich vor, der ganze Meeresboden wäre mit diesem Urschleim überzogen.
Während der Challenger-Expedition von 1872 bis 1876, an denen auch Thomson beteiligt war, wurde versucht, lebendes Bathybius zu finden, jedoch erfolglos. Bathybius trat nur auf, wenn man Proben in Alkohol konservierte. Die Forscher der Challenger fanden schließlich heraus, dass Bathybius nichts anderes war, als kolloidal ausgefälltes Kalziumsulfat. Diese Reaktion tritt bei Zugabe von Alkohol auf.
Huxley akzeptierte diese Erkenntnis und sah seinen Irrtum ein. Haeckel tat sich damit schwerer und hielt noch länger am Urschleim fest. Die Wissenschaftsgeschichte hat sich seit den 1970er Jahren intensiver mit dem Phänomen Bathybius befasst. Heute wird Bathybius als verständlicher Irrtum bewertet, löste es doch scheinbar mehrere Probleme: es war die urtümlichste Lebensform, der evolutionäre Vorläufer für alle Lebewesen, die Elementar-Einheit der Cytologie, Hauptbestandteil der Meeressedimente (durch die Coccolithen, die heute anderen Lebewesen zugeordnet sind), sowie Nahrungsquelle für höhere Organismen in der nahrungsarmen Tiefsee. Mit dem Wegfall der Existenz von Bathybius waren all diese Fragen wieder ungelöst. Der Fund von Bathybius inspirierte weitgehende Forschungen, die zu neuen Erkenntnissen und letztlich zur Erkenntnis des Irrtums führten.